# Manuel do Nascimento Castro e Silva
Manuel do Nascimento Castro e Silva GCNSC (Aracati, 25 de dezembro de 1788 — Rio de Janeiro, 23 de outubro de 1846) foi um advogado, tabelião, filósofo, poeta e político brasileiro.
Foi deputado geral, presidente de província no Rio Grande do Norte (1825), ministro da Fazenda, de 7 de outubro de 1834 a 16 de maio de 1837, e senador do Império do Brasil de 1841 a 1846.

## Biografia
Filho do capitão-mor José de Castro e Silva e de Joana Maria Bezerra de Meneses, sendo, portanto, irmão de João Facundo, José de Castro e Silva (3.º) e de Vicente Ferreira de Castro e Silva. Portanto, pela via materna, era descendente de Domingos Bezerra Felpa de Barbuda, português que se tornou Senhor de Engenho e vereador de Olinda no século XVI. 
Foi batizado na Igreja Matriz de Aracati pelo padre José Joaquim Nunes da Costa Carvalho, sendo padrinhos o governador João Batista de Azevedo Coutinho de Montauri e sua esposa Francisca de Sousa Coutinho por procuração apresentada pelo mestre-de-campo Pedro José da Costa Barros e Francisca Xavier da Natividade, irmã do médico João Damasceno Ferreira.
Iniciou sua carreira no serviço público como solicitador dos feitos e execuções da fazenda real em Aracati aos dezenove anos de idade, em 1807. De 1809 a 1821 exerceu outros diversos cargos de confiança do governo ou de eleição popular: tabelião do público, judicial e de notas e escrivão do crime e civil do Crato (provisão de 4 de janeiro de 1809); escrivão da câmara, órfãos e almotaceria de Aracati (provisão de 24 de novembro de 1813); inspetor do algodão em Fortaleza por nomeação da junta da fazenda (22 de dezembro de 1814) e confirmação do Erário (provisão de 4 de março de 1816); administrador dos direitos de exportação (6 de agosto de 1818); oficial maior da secretaria e secretário interino do governador Manuel Inácio de Sampaio (portaria de 5 de janeiro de 1820); e membro da comissão consultiva junto ao governo, tendo sido primeiro aclamado secretário, e depois eleito deputado às Cortes Portuguesas, tomando assento em 9 de maio de 1822, e fez parte da Comissão de Ultramar.
De volta de Portugal via Pernambuco, donde partiu na sumaca Santo Antônio Voador, em 9 de junho de 1823, chegou ao Ceará quinze dias depois. Declarada a independência política brasileira e convocada a Assembleia Constituinte, não pôde figurar no número dos representantes do Ceará por se ter demorado em Portugal, mas tomou parte nas seguintes legislaturas tendo por companheiro, de 1829 em diante, seu irmão Vicente.
Em 21 de abril de 1824, foi nomeado secretário do governo pelo presidente Costa Barros e, neste posto, embarcaram ambos para a Corte, apresentando-se ao imperador em 11 de julho. Este o agraciou com a mercê de cavaleiro da Imperial Ordem do Cruzeiro (decreto de 12 de outubro) e com a nomeação, por carta imperial de 1 de dezembro, presidente da província do Rio Grande do Norte, cargo em que foi empossado em 21 de março de 1825, mas em que permaneceu por apenas cinco meses, uma vez que foi eleito deputado geral por sua província natal. Desde então representou o Ceará por sete vezes no parlamento.
A posição que assumira na Câmara durante a fase complexa de 1831 a 1835, em que foi promulgado o Ato Adicional, valeu-lhe ser chamado aos postos da mais alta governação e fazer parte do gabinete de 10 de outubro de 1833 (pasta da fazenda e interinamente a do império em substituição a Antônio Pinto Chichorro da Gama); do gabinete 14 de janeiro de 1835, que ele organizou com Manuel Alves Branco (depois visconde de Caravelas), general João Paulo dos Santos Barreto e Joaquim Vieira da Silva e Sousa (depois senador pele Maranhão); e finalmente do gabinete de 20 de janeiro de 1835 (pasta da fazenda).
Em virtude da disposição do Ato Adicional, que reduziu a um os membros da regência, foi eleito regente o ex-deputado às Cortes de Lisboa, padre Diogo Antônio Feijó, e organizado, em 14 de outubro de 1835, seu primeiro gabinete, do qual fizeram parte Antonio Paulino Limpo de Abreu, depois visconde de Abaeté, na pasta da justiça, brigadeiro Salvador José Maciel na de Marinha, senador José Inácio Borges na do Império, Manuel da Fonseca Lima e Silva (barão de Suruí), que foi substituído depois pelo conde de Lages, na da guerra, e Manuel do Nascimento na da fazenda, continuando este nos sucessivos ministérios até 16 de maio de 1837. Seus trabalhos no ministério da Fazenda ainda hoje são consultados com vantagem, e os regulamentos das alfândegas e repartições fiscais do Império todos têm o seu berço no de 1836 por ele elaborado.
Havendo falecido em 1839, o senador coronel Pedro José da Costa Barros, seu conterrâneo, e tendo de se proceder à eleição para preenchimento da vaga, os liberais da província se apressaram em apresentar como candidato seu a Manuel do Nascimento. Todavia, venceu Miguel Calmon du Pin e Almeida, depois marquês de Abrantes, o candidato conservador, apoiado pelo presidente da província, Francisco de Sousa Martins. Todavia, Manuel do Nascimento foi afinal escolhido senador do Império em 17 de novembro de 1841, na vaga deixada por João Antônio Rodrigues de Carvalho, falecido em 4 de dezembro de 1840, sendo seus companheiros de lista o padre Sucupira e o célebre Antônio Carlos. O parecer em favor da validade da eleição foi apresentado pela comissão de Constituição, composta dos senadores Visconde de São Leopoldo e Nicolau Pereira de Campos Vergueiro, em 19 de dezembro, e a comissão eleita para receber o novo senador, que tomou assento no dia seguinte, foram o Visconde de Olinda, Antônio da Cunha Vasconcelos e Antônio Augusto Monteiro de Barros.
Foi casado duas vezes. Sua primeira esposa, desde 3 de julho de 1808, foi Margarida Joaquina de Cortona (1790 - 1836), natural de Russas, filha de Francisco Custódio de Brito e de Maria José do Espírito Santo. Nasceram desta união:
1. Francisco Cândido de Castro Meneses (1810 - 1875), militar, combatente na Guerra da Tríplice Aliança;
2. Augusto César de Castro Meneses (1812 - 1881), militar;
3. Manuel Elisiário de Castro Meneses (1813 - 1885), magistrado, ministro do Supremo Tribunal de Justiça.

Sua segunda esposa foi Ana Carolina Florim (1816 - 1876), natural do Rio de Janeiro, filha do negociante José Inácio da Costa Florim e de Joaquina Rosa Leal Florim, com quem se casou em 28 de junho de 1837. Eles tiveram os seguintes filhos:
1. Ludgera Carolina, nascida em 8 de novembro de 1839;
2. Francisca Carolina, nascida em 13 de dezembro de 1840;
3. Manuel do Nascimento, nascido em 25 de setembro de 1843;
4. Manuela, nascida em 3 de julho de 1844.

Foi condecorado com os hábitos da Imperial Ordem de Cristo (1818), do Cruzeiro (1824) e da Imperial Ordem da Rosa (1841) e fazia parte do Instituto Histórico e da Sociedade Auxiliadora da Indústria Nacional.
Faleceu aos 57 anos depois de ter concluído com habilidade o ajuste de contas para a consolidação da dívida da Independência do Brasil com Portugal. Sua escolha para esta tarefa foi feita por cartas imperiais de 4 de abril de 1840 e 26 de maio de 1841, e sua conduta mereceu do governo português a Grã-Cruz da Ordem de Nossa Senhora da Conceição de Vila Viçosa e palavras de consideração e do brasileiro o honroso aviso de 17 de agosto de 1842. Seus restos mortais jazem no Cemitério da Ordem Terceira do Carmo. Nada tendo deixado além do seu montepio, a Câmara dos Deputados, em 1847, votou para a família uma pensão.